# GeForce FX
Le GeForce FX o "GeForce 5" series (nome in codice NV30) è una linea di schede grafiche di nVidia.

## Storia
Al suo debutto vennero utilizzate le nuove memorie DDR 2, più moderne ma costose, che si rivelarono presto una tecnologia ancora acerba e vennero quindi sostituite con delle più consuete DDR. Le top di gamma FX erano notorie per sviluppare un grande calore, al quale però non seguiva un proporzionato aumento nelle prestazioni. Riuscirono a reggere il confronto con le concorrenti Radeon sin quando non si iniziò a fare un uso massiccio degli shader, senza i quali venivano comunque avvicinate dalla serie precedente, ossia le GeForce 4.

## Specifiche
La serie nVidia GeForce FX è la quinta famiglia nella linea GeForce. In questa linea introduce le unità shader programmabili, in linea con le specifiche Microsoft DirectX 8. I moduli di memoria sono DDR, DDR2 oppure GDDR-3. Il processo produttivo è a 130 nm ed è compatibile con lo shader model 2.0/2.0A. La serie FX è compatibile con DirectX 9.0b.